# Bonnet rouge-affären
Bonnet rouge-affären var en politisk process i Frankrike 1917–1918, riktad mot ledningen för tidningen Bonnet rouge, som anklagades för defaitistisk agitation.
Ägare till tidningen var Miguel Almereyda. Efter hans död kunde efterträdaren Émile-Joseph Duval beslås med manipulationer med fienden, varför han dömdes till döden och arkebuserades.